# Навля (Мордовия)
Навля — упразднённый посёлок в Зубово-Полянском районе Мордовии России. Входил в состав Свеженского сельского поселения. Исключен из учётных данных в 2004 году.

## География
Располагался на реке Навля, в 9 км к северо-востоку от посёлок станции Свеженькая. На топографических картах подписан как кордон Навля.

## История
Основан в начале 1930-х годов.

## Население
Согласно результатам Всероссийской переписи населения 2002 года в посёлке отсутствовало постоянное население.